# Prêmio Extra de Televisão de melhor ator
O Prêmio Extra de melhor ator é um dos prêmios oferecidos durante a realização do Prêmio Extra de Televisão, destinado ao melhor ator da televisão brasileira.

## Vencedores e indicados

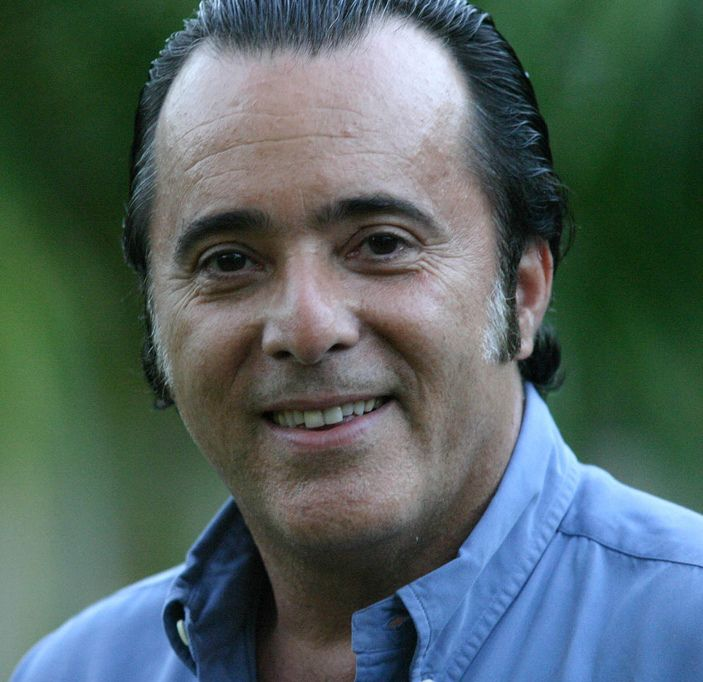
Tony Ramos ganhou por Torre de Babel (1998), Mulheres Apaixonadas (2003) e Cabocla (2004), o maior vencedor da categoria.

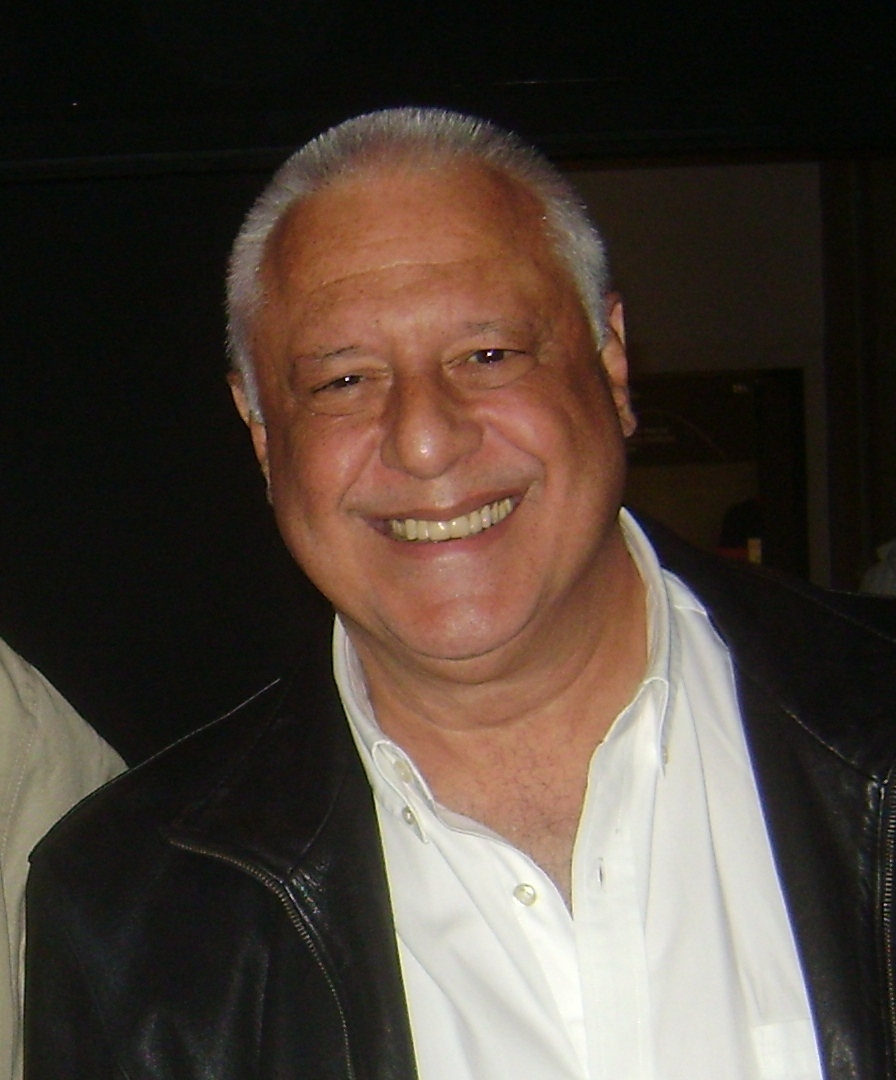
Antonio Fagundes ganhou em 2001 por Porto dos Milagres e em 2008 por Duas Caras.

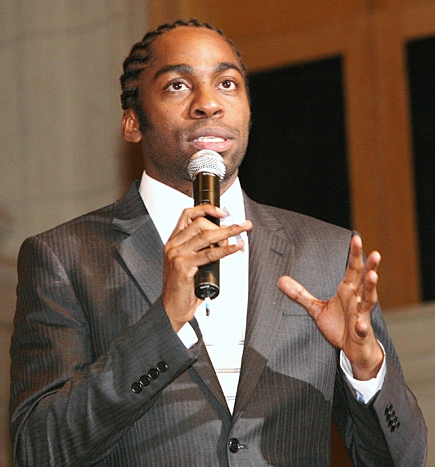
Lázaro Ramos ganhou em 2006 por Cobras & Lagartos.

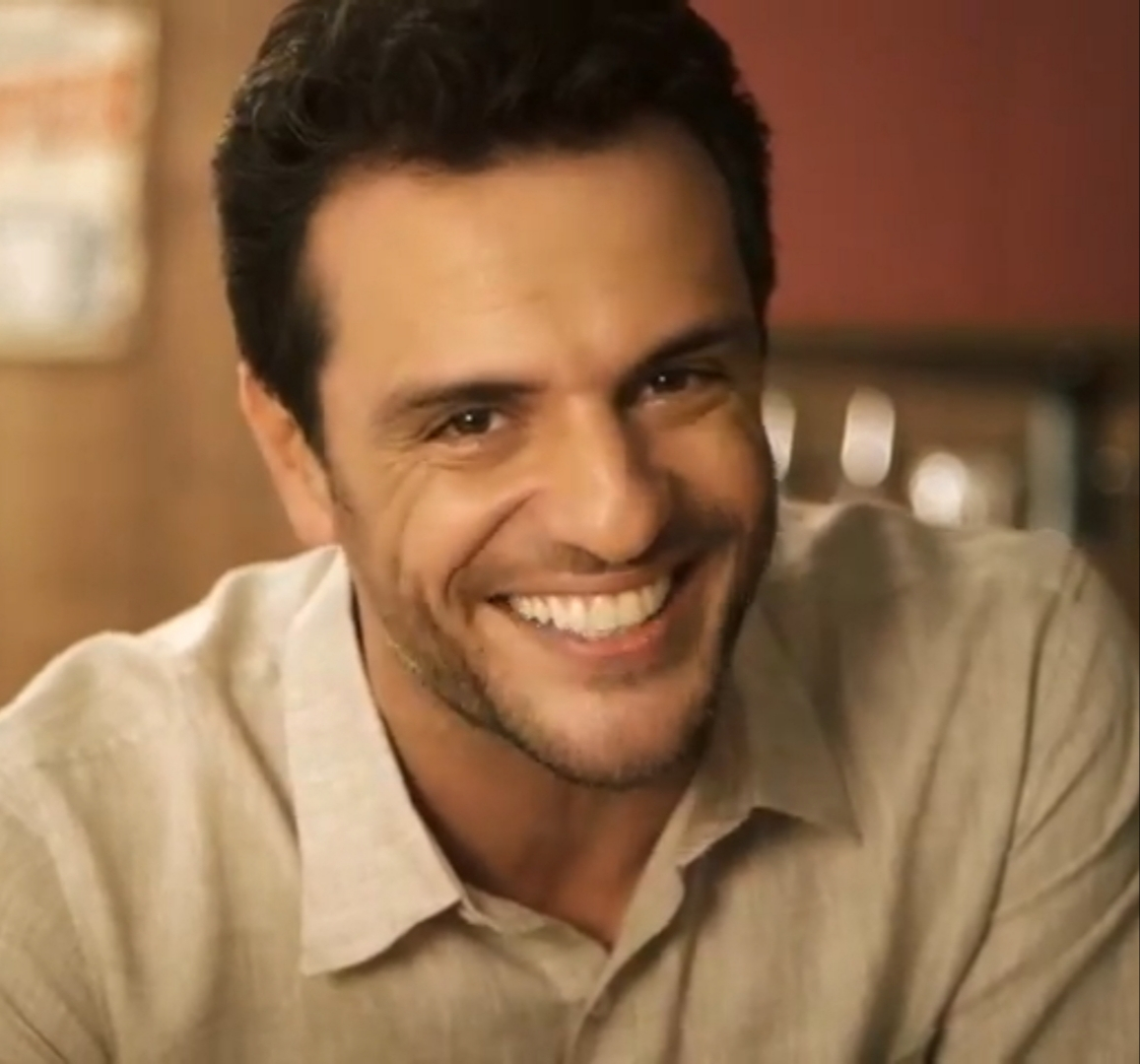
Rodrigo Lombardi ganhou em 2009 por Caminho das Índias e em 2015 por Verdades Secretas.

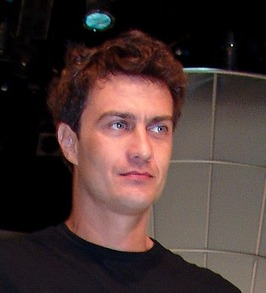
Gabriel Braga Nunes ganhou em 2011 por Insensato Coração.

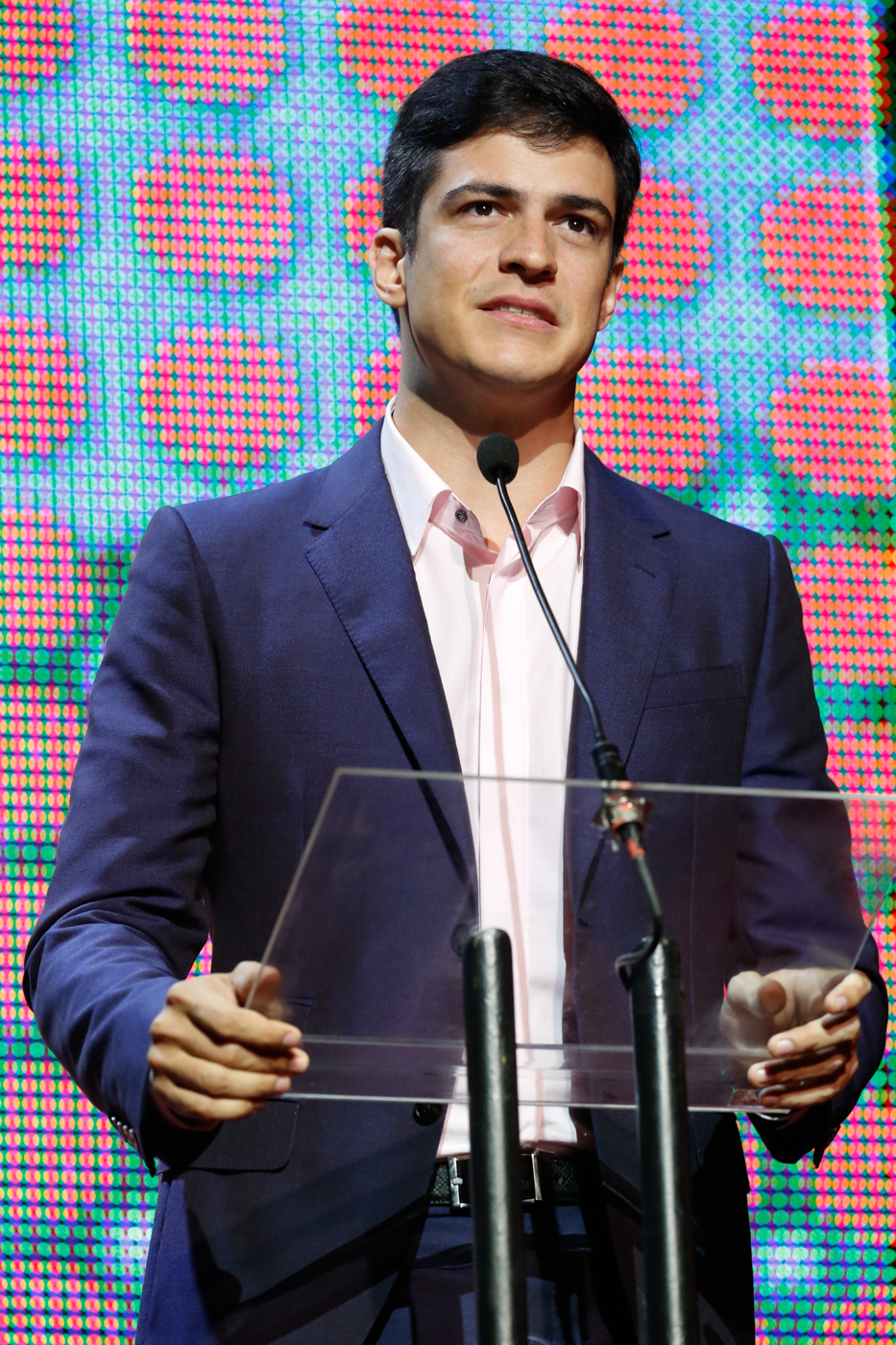
Mateus Solano ganhou em 2013 por Amor à Vida.

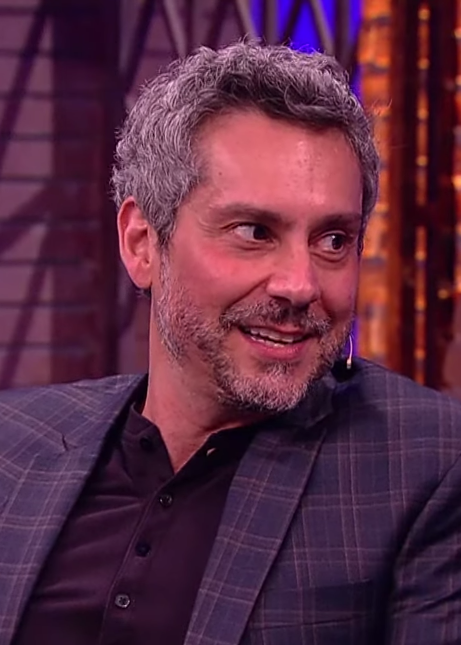
Alexandre Nero ganhou em 2014 por Império.

Domingos Montagner ganhou postumamente em 2016 por Velho Chico.

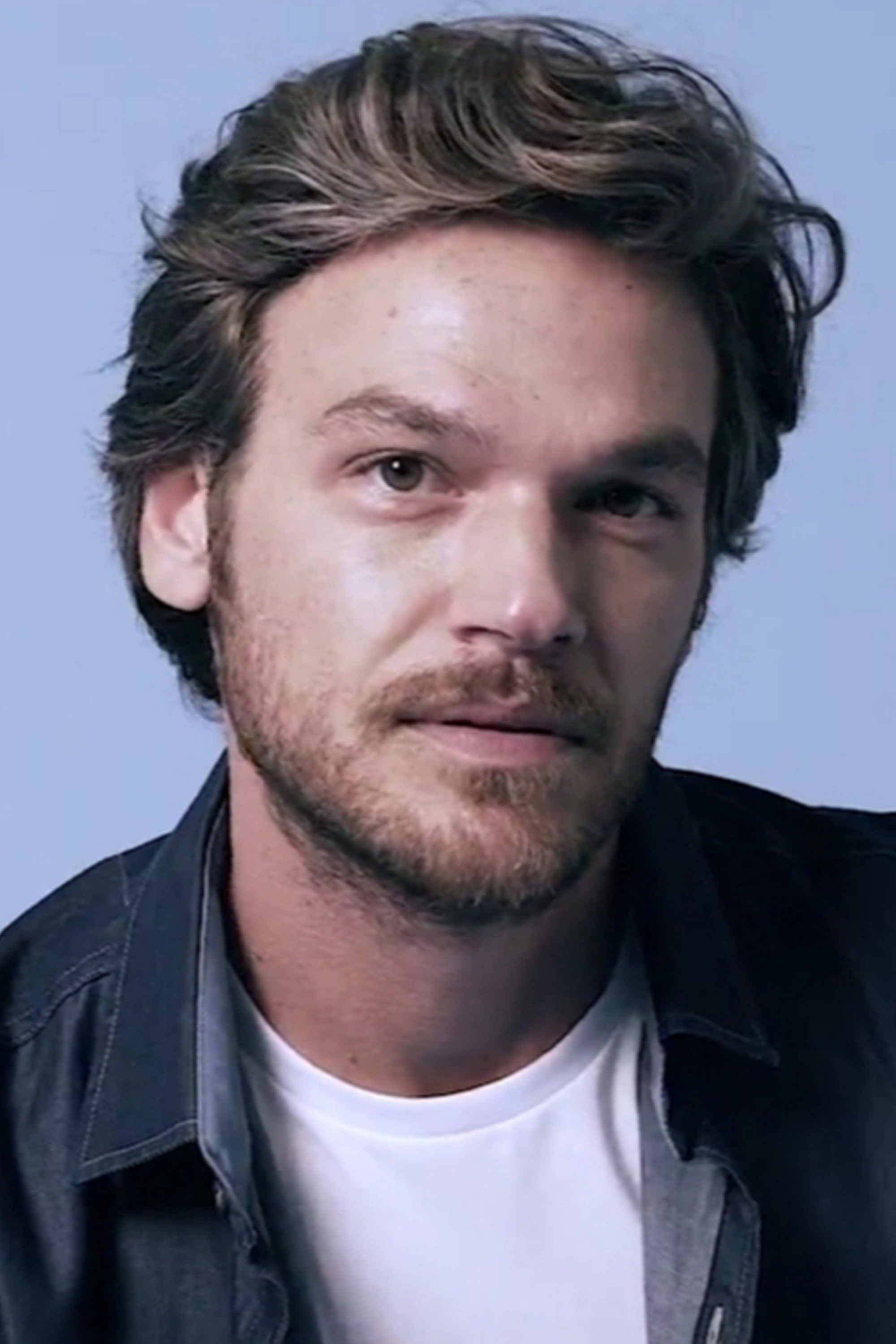
Emilio Dantas ganhou em 2017 por A Força do Querer.

|  | Indica o vencedor         |
|  | Indica o vencedor póstumo |

| Ano  | Ator                | Novela                  | Personagem                              | Ref.  |
| ---- | ------------------- | ----------------------- | --------------------------------------- | ----- |
| 1998 | Tony Ramos          | Torre de Babel          | José Clementino da Silva                |       |
| 1999 | Marco Nanini        | Andando nas Nuvens      | Otavio Montana                          |       |
| 2000 | Eduardo Moscovis    | O Cravo e a Rosa        | Julião Petruchio                        |       |
| 2001 | Antônio Fagundes    | Porto dos Milagres      | Félix / Bartolomeu Guerrero             |       |
| 2002 | Vladimir Brichta    | Coração de Estudante    | Nélio Garcia                            |       |
| 2003 | Tony Ramos          | Mulheres Apaixonadas    | Teófilo Ribeiro Alves                   |       |
| 2004 | Tony Ramos          | Cabocla                 | Coronel Boanerges de Sousa              |       |
| 2005 | Murilo Rosa         | América                 | Dinho                                   |       |
| 2006 | Lázaro Ramos        | Cobras & Lagartos       | Daniel Miranda Café (Foguinho)          |       |
| 2007 | Wagner Moura        | Paraíso Tropical        | Olavo Novaes                            |       |
| 2008 | Antônio Fagundes    | Duas Caras              | Juvenal Antena                          |       |
| 2008 | Edson Celulari      | Beleza Pura             | Guilherme Medeiros                      |       |
| 2008 | Daniel Dantas       | Ciranda de Pedra        | Natércio Toledo Silva Prado             |       |
| 2008 | Murilo Benício      | A Favorita              | Eduardo Gentil (Dodi)                   |       |
| 2008 | Leonardo Brício     | Chamas da Vida          | Pedro Galvão Ferreira                   |       |
| 2009 | Rodrigo Lombardi    | Caminho das Índias      | Raj Ananda                              |       |
| 2009 | Ângelo Paes Leme    | A Lei e o Crime         | Fernando Santos                         |       |
| 2009 | Eriberto Leão       | Paraíso                 | José Eleutério Ferrabraz                |       |
| 2009 | Felipe Camargo      | Som & Fúria             | Dante Viana                             |       |
| 2009 | Marcelo Serrado     | Poder Paralelo          | Bruno Vilar                             |       |
| 2009 | Tony Ramos          | Caminho das Índias      | Opash Ananda                            |       |
| 2010 | Murilo Benício      | Ti Ti Ti                | Ariclenes Martins/Victor Valentim       |       |
| 2010 | Ângelo Paes Leme    | Ribeirão do Tempo       | Tito Gomes do Arrepio                   |       |
| 2010 | Mateus Solano       | Viver a Vida            | Miguel/Jorge Machado                    |       |
| 2010 | Alexandre Borges    | Ti Ti Ti                | André Spina (Jacques Leclair)           |       |
| 2010 | Tony Ramos          | Passione                | Antonio "Totó" Mattoli                  |       |
| 2010 | Alexandre Nero      | Escrito nas Estrelas    | Gilmar de Almeida                       |       |
| 2011 | Gabriel Braga Nunes | Insensato Coração       | Leonardo Alencar Brandão                | [ 1 ] |
| 2011 | Bruno Gagliasso     | Cordel Encantado        | Coronel Timóteo Cabral                  | [ 1 ] |
| 2011 | Cauã Reymond        | Cordel Encantado        | Jesuíno Araújo                          | [ 1 ] |
| 2011 | Jorge Fernando      | Macho Man               | Nelson (Zuzu)                           | [ 1 ] |
| 2011 | Rodrigo Lombardi    | O Astro                 | Herculano Quintanilha                   | [ 1 ] |
| 2011 | Selton Mello        | A Mulher Invisível      | Pedro                                   | [ 1 ] |
| 2012 | Marcelo Serrado     | Fina Estampa            | Crodoaldo Valério                       | [ 2 ] |
| 2012 | Antonio Fagundes    | Gabriela                | Coronel Ramiro Bastos                   | [ 2 ] |
| 2012 | Cauã Reymond        | Avenida Brasil          | Jorge Araújo Filho (Jorginho)           | [ 2 ] |
| 2012 | Marcelo Novaes      | Avenida Brasil          | Maxwell Pereira Oliveira (Max)          | [ 2 ] |
| 2012 | Murilo Benício      | Avenida Brasil          | Jorge Araújo (Tufão)                    | [ 2 ] |
| 2012 | Ricardo Tozzi       | Cheias de Charme        | Fabian / Inácio Paixão                  | [ 2 ] |
| 2013 | Mateus Solano       | Amor à Vida             | Félix Rodriguez Khoury                  | [ 3 ] |
| 2013 | Antonio Fagundes    | Amor à Vida             | César Khoury                            | [ 3 ] |
| 2013 | Lázaro Ramos        | Lado a Lado             | José Maria dos Santos (Zé Maria)        | [ 3 ] |
| 2013 | Malvino Salvador    | Amor à Vida             | Bruno dos Santos Araújo                 | [ 3 ] |
| 2013 | Marco Pigossi       | Sangue Bom              | Bento de Jesus                          | [ 3 ] |
| 2013 | Thiago Fragoso      | Lado a Lado             | Edgar Lemos Vieira                      | [ 3 ] |
| 2014 | Alexandre Nero      | Império                 | José Alfredo Medeiros                   | [ 4 ] |
| 2014 | Cauã Reymond        | Amores Roubados         | Leandro Dantas                          | [ 4 ] |
| 2014 | Chay Suede          | Império                 | José Alfredo Medeiros (jovem)           | [ 4 ] |
| 2014 | Humberto Martins    | Em Família              | Virgilio Machado                        | [ 4 ] |
| 2014 | Irandhir Santos     | Meu Pedacinho de Chão   | José Aparecido Menezes (Zelão)          | [ 4 ] |
| 2014 | Osmar Prado         | Meu Pedacinho de Chão   | Epaminondas Napoleão                    | [ 4 ] |
| 2015 | Rodrigo Lombardi    | Verdades Secretas       | Alexandre Ticiano (Alex)                | [ 5 ] |
| 2015 | Alexandre Nero      | A Regra do Jogo         | Romero Rômulo da Silva                  | [ 5 ] |
| 2015 | Caio Castro         | I Love Paraisópolis     | Gregório Mourão (Grego)                 | [ 5 ] |
| 2015 | Cauã Reymond        | A Regra do Jogo         | Juliano Pereira                         | [ 5 ] |
| 2015 | Enrique Diaz        | Felizes para Sempre?    | Cláudio Drummond / Hélio                | [ 5 ] |
| 2015 | Tony Ramos          | A Regra do Jogo         | José Maria Pereira (Zé Maria)           | [ 5 ] |
| 2016 | Domingos Montagner  | Velho Chico             | Santo dos Anjos                         | [ 6 ] |
| 2016 | Felipe Simas        | Totalmente Demais       | Jonatas Castro                          | [ 6 ] |
| 2016 | Jesuíta Barbosa     | Justiça                 | Vicente Menezes                         | [ 6 ] |
| 2016 | João Baldasserini   | Haja Coração            | Roberto Velásquez (Beto)                | [ 6 ] |
| 2016 | Rodrigo Santoro     | Velho Chico             | Afrânio de Sá Ribeiro                   | [ 6 ] |
| 2016 | Sérgio Guizé        | Êta Mundo Bom!          | Cândido Sampaio (Candinho)              | [ 6 ] |
| 2017 | Emilio Dantas       | A Força do Querer       | Rubens Feitosa                          |       |
| 2017 | Bruno Ferrari       | Tempo de Amar           | Vicente Alcino Gomes da Rocha           |       |
| 2017 | Caio Castro         | Novo Mundo              | Pedro I do Brasil                       |       |
| 2017 | Júlio Andrade       | Sob Pressão             | Dr. Evandro Moreira                     |       |
| 2017 | Renato Góes         | Os Dias Eram Assim      | Renato Reis                             |       |
| 2017 | Vladimir Brichta    | Rock Story              | Guilherme Santiago (Gui)                |       |
| 2018 | Rafael Cardoso      | O Outro Lado do Paraíso | Renato Loureiro                         | [ 7 ] |
| 2018 | Edson Celulari      | O Tempo Não Para        | Teotônio Augusto Sabino (Dom Sabino)    | [ 7 ] |
| 2018 | Emilio Dantas       | Segundo Sol             | Roberto Falcão (Beto) / Miguel          | [ 7 ] |
| 2018 | Fábio Assunção      | Onde Nascem os Fortes   | Dr. Carlos Ramiro Castro (Ramiro Curió) | [ 7 ] |
| 2018 | Johnny Massaro      | Deus Salve o Rei        | Rodolfo de Monferrato                   | [ 7 ] |
| 2018 | Júlio Andrade       | Sob Pressão             | Dr. Evandro Moreira                     | [ 7 ] |

## Resumo
| Ator             | Número |
| ---------------- | ------ |
| Tony Ramos       | 3      |
| Antônio Fagundes | 2      |
| Rodrigo Lombardi | 2      |

| Ator             | Número |
| ---------------- | ------ |
| Tony Ramos       | 6      |
| Antônio Fagundes | 4      |
| Cauã Reymond     | 3      |
| Murilo Benício   | 3      |
| Rodrigo Lombardi | 3      |
| Emilio Dantas    | 2      |
| Júlio Andrade    | 2      |
| Edson Celulari   | 2      |

## Idade
| Categoria           | Ator             | Novela/Série         | Idade (em anos) |
| ------------------- | ---------------- | -------------------- | --------------- |
| Ganhador mais velho | Antônio Fagundes | Duas Caras           | 59              |
| Indicado mais velho | Tony Ramos       | A Regra do Jogo      | 67              |
| Ganhador mais jovem | Vladimir Brichta | Coração de Estudante | 26              |
| Indicado mais jovem | Chay Suede       | Império              | 22              |